# Anne-Josèphe Théroigne de Méricourt
Anne-Josèphe Théroigne de Méricourt (nascuda Anne Josèphe Terwagne a Marcourt (principat de Lieja) el 13 d'agost del 1762 - morta a París el 8 de juny de 1817) va ser una política i feminista avant la lettre que va tenir un paper important en la Revolució francesa. Més tard va prendre el nom de Lambertine. És coneguda com «la primera amazona de la llibertat».

## Biografia
Va néixer en una família d'agricultors propietaris opulents a Marcourt, al principat de Lieja, que aleshores formava part del Sacre Imperi Romanogermànic. A causa d'una discussió familiar amb la nova esposa del seu pare va marxar de casa per treballar a Londres com a serventa. Aviat es convertirà en cortesana, en altres paraules, en dona d'alts coneixements culturals, com la música i la literatura, que sofria marginalitat per part de la societat.
Després de la seva etapa a les Illes Britàniques es va incorporar a la Revolució francesa i és en aquest moment de la seva vida quan canviarà el seu nom veritable (Anne Josèphe Terwagne) pel de Théroigne de Méricourt. Notòria és la seva actuació el famós 14 de juliol del 1789 on, espasa en mà, va liderar un bon grup de dones. Òbviament, els revolucionaris més conservadors van criticar la seva actitud.
La belle Liégeoise (la bella liegesa), com era coneguda a París, obrí un saló a la capital francesa, on va conèixer Camille Desmoulins, Fabre d'Églantine i Jacques Pierre Brissot, entre altres personalitats. Per tant, el seu negoci es convertiria ràpidament en un moviment ple de propòsits revolucionaris i és així com sorgí el «club dels amics de la llei». Aquest s'uniria posteriorment al Club dels cordeliers.
Va ser acusada d'haver pres part en l'atac a Versalles i és per això que quan tornà a Lieja se l'arrestà. Les seves causes judicials no acabaren aquí, ja que fou acusada d'intentar matar Maria Antonieta d'Àustria. Una vegada aclarit l'assumpte i demostrada la seva innocència, va sortir en llibertat i tornà a París l'any 1791. El 1792 va aparèixer al seu nom el llibre Catecisme llibertí a l'ús de les dones de la vida i de les damisel·les que decideixen d'abraçar aquesta professió, molt probablement un text apòcrif d'un autor que voldria aprofitar la reputació de Théroigne, la llibertina, per vendre. El llibre hauria estat imprès a Roma, per la «Tipografia de la Madona de l'Amor» i haver rebut l'imprimatur dels metges Maury i d'Autun, «doctors en fornicació» de la «Facultat dels Masturbadors i Sodomites».
Rebuda amb honors pels jacobins, es posà a les ordres de Brissot i es declarà republicana. És en aquesta època quan rebé l'àlies de "l'Amazona de la llibertat", perquè defensava "aferrissadament", al costat d'Olympe de Gouges i Madame Rolanda, els drets de les dones. Cal destacar que, a diferència d'aquestes dues, va defensar la violència dels jacobins per aconseguir els seu objectiu.

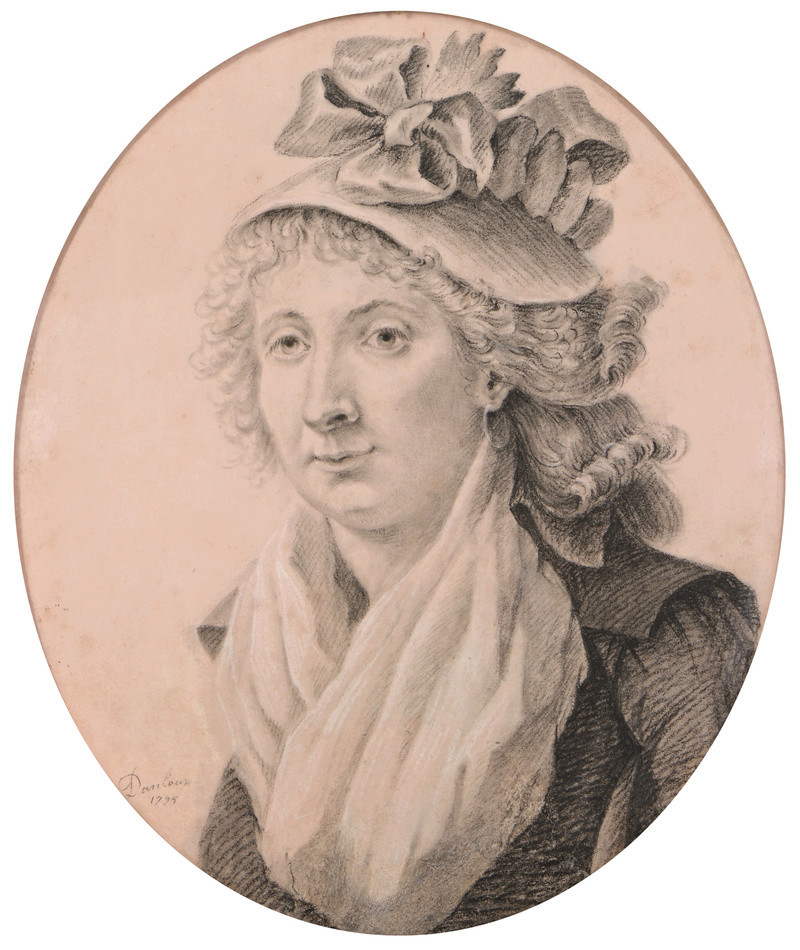
Retrat de Théroigne de Méricourt, Henri-Pierre Danloux (1795)

Del seu discurs pronunciat el 25 de març del 1792 a la Société Fraternelle des Minimes destaca aquest fragment en què encoratja les dones a unir-se a la revolució:
| « | Ciutadanes, per què no lluitem al costat dels homes? Permetrem que ells sols s'emportin la glòria? Nosaltres també mereixem una corona cívica, mereixem l'honor de morir per la llibertat que ens resulta més cara que a ells, perquè els efectes del despotisme s'acarnissen més en els nostres caps que en els seus. | » |

El 13 de maig del 1793 a l'Assemblea Constituent fou acusada de donar suport a Jacques Pierre Brissot, líder dels girondins, en conseqüència les dones jacobines la despullaren i la vexaren públicament durant hores. Gràcies a la intervenció del líder jacobí Jean-Paul Marat, no morí en aquest acte de reprovació.
A causa d'aquests fets entrà en un estat depressiu que desembocà en demència i és aquesta bogeria la que «afortunadament» la salvà de la guillotina. El seu germà va aconseguir internar-la a l'Hospital de la Salpêtrière, on residí els últims 23 anys de la seva vida.

## Llegat
Ha inspirat Charles Baudelaire en el sonet La Sisina, de la seva obra poètica Les flors del mal, en què va escriure:

| « | Heu vist Théroigne, aficionada al carnatge […] Com la Sisina. La guerrillera dolça D'ànima tant caritativa com assassina; Amb coratge embriagat per la pols i pels tambors Davant suplicants baixa les armes Son cor, destrossat per la flama, sempre té Per a qui n'és digne, de plors un dipòsit. | » |

El 1901 va estrenar-se a Anvers l'òpera en dos actes Théroigne de Méricourt, del compositor belga August De Boeck.
El 1902 l'escriptor Paul Hervieu va escriure un drama històric, inspirat en la vida d'Anne-Josèphe Théroigne.

## Obres
- Dicsours prononcé à la Société Fraternelle des Minimes, le 25 mars 1792 de l'an quatriemede la liberté, París, Société Fraternelle de patriotes, de l'un et de l'autre sexe, 1792, 8 pàgines.
- Aux 48 sections, París, Impremta de F. Dufart, 1792.